# 22921 Siyuanliu
22921 Siyuanliu è un asteroide della fascia principale. Scoperto nel 1999, presenta un'orbita caratterizzata da un semiasse maggiore pari a 2,2765910 UA e da un'eccentricità di 0,1335726, inclinata di 7,64627° rispetto all'eclittica.